# 冬の蝉 (さだまさしの曲)
「冬の蝉」（ふゆのせみ）は、1989年12月21日に発売されたさだまさしの39枚目のシングル。

## 概要
1989年に「建具屋カトーの決心 -儂がジジイになった頃-」、「修羅の如く」とリリースし、第三弾としてリリースしたのが本曲である。
日本テレビ系年末時代劇スペシャル『奇兵隊』の主題歌となった。

## 収録曲
この時期に発表したさだの作品はすべて作詞ではなく「作詩」とクレジットされている。
| #  | タイトル   | 作詞・作曲 | 編曲     |
| -- | ---------- | ---------- | -------- |
| 1. | 「冬の蝉」 | さだまさし | 服部隆之 |
| 2. | 「破」     | さだまさし | 服部隆之 |

## カバーした歌手
- 森川智之(2007年) - OVA「冬の蝉」主題歌として起用されている。